# Anthaxia altaica
Anthaxia altaica es una especie de escarabajo del género Anthaxia, familia Buprestidae. Fue descrita científicamente por Cobos en 1968.